# Анджу
Анджу (кор. 안주시?, 安州市?) — город в КНДР в провинции Пхёнан-Намдо. 

## История
После начала русско-японской войны, 10 марта 1904 года город Анджу заняли части японской кавалерии, в дальнейшем здесь был расквартирован японский гарнизон.
22 августа 1910 года был подписан договор о присоединении Кореи к Японии, после чего Корея вошла в состав Японской империи.
Во время Корейской войны город был занят войсками ООН с октября по декабрь 1950 года, позже освобождён войсками КНР.
В 1982 году в городе был введён в эксплуатацию завод по производству аммиака, построенный в соответствии с вторым семилетним планом развития экономики страны.
В 2008 году население города составило 240 117 человек. Через Анджу протекает река Чхончхонган.

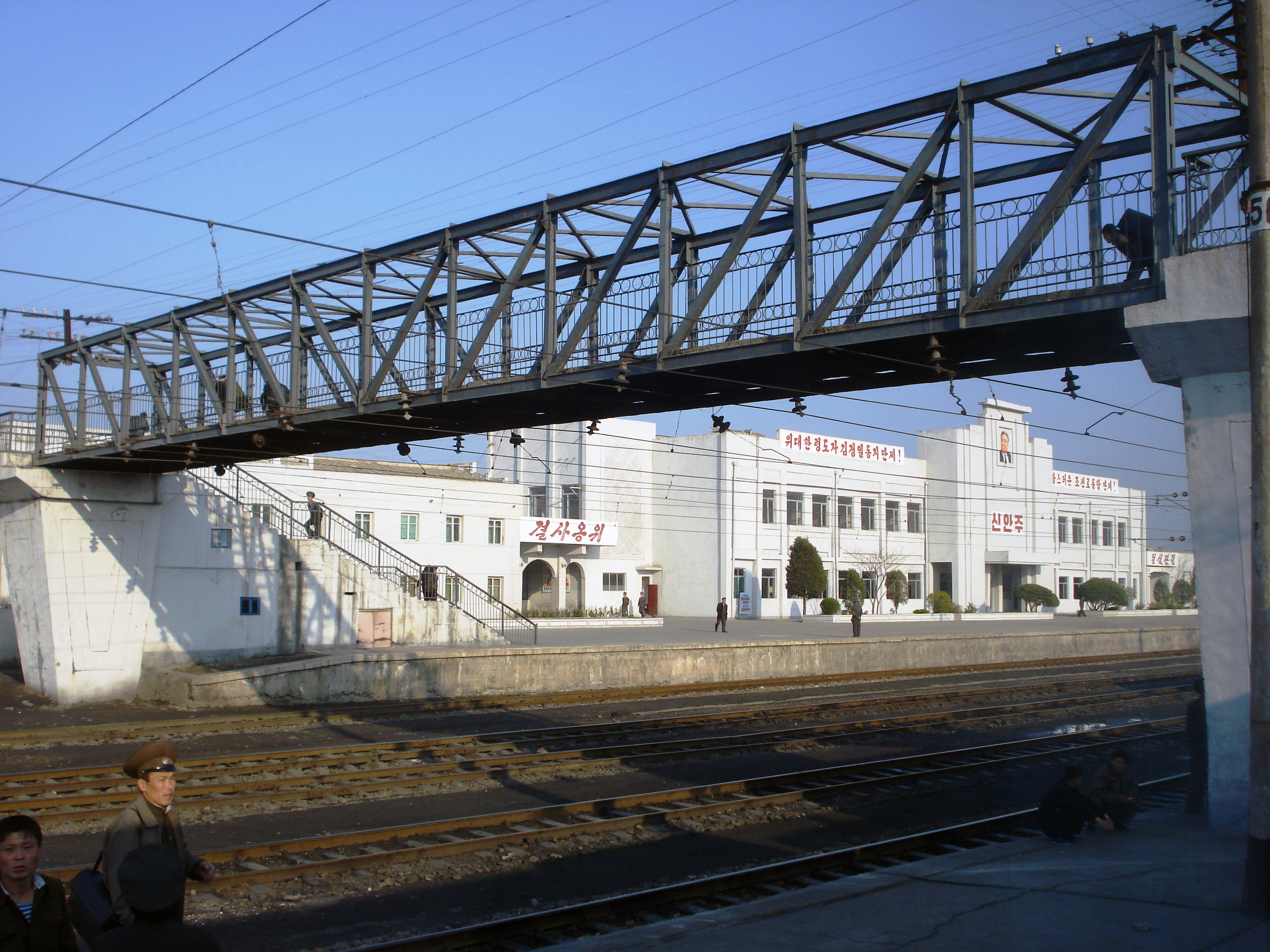
Железнодорожная станция «Синанджу» в западной части Анджу.

Анджу находится рядом с огромными залежами антрацита и является одним из крупных производителей угля в стране. Месторождения содержат более чем 130 млн тонн угля.